# ماری امانوئل
ماری امانوئل (انگلیسی: Mari Emmanuel؛ زادهٔ ۱۹ ژوئیهٔ ۱۹۷۰) کشیش است.